# Derby Midland
Der Derby Midland Football Club war ein Fußballverein aus der englischen Stadt Derby. Der 1881 gegründete Klub nahm mehrfach am FA Cup teil, bevor er 1891 im Lokalkonkurrenten Derby County aufging.

## Geschichte
Der Derby Midland Football Club wurde 1881 von Arbeitern des Derby Midland Eisenbahndepots und des angrenzenden Midland Hotels der Midland Railway gegründet. Das Team nahm in den ersten Jahren seines Bestehens – Ligawettbewerbe gab es erst ab 1888 – an verschiedenen Pokalwettbewerben teil und trug ansonsten Freundschaftsspiele aus. An Hauptrunden des FA Cups nahm der Verein in insgesamt sechs Spielzeiten teil. Erfolgreichstes Abschneiden war dabei direkt bei der ersten Teilnahme 1883/84, als man nach einem Freilos in der ersten Runde in der zweiten Birmingham Excelsior im Wiederholungsspiel schlug und in Runde 3 an Wednesbury Town scheiterte. Letztmals trat man im FA Cup 1889/90 an, dort schlug man in der ersten Runde das Football-League-Team Nottingham Forest mit 3:0, bevor man in der zweiten Runde am FC Bootle scheiterte.
Im Derbyshire Cup zählte man jahrelang zu den erfolgreichsten Teams und erreichte das Finale 1884 und 1885 (Niederlagen gegen den FC Staveley), 1890 (Sieg gegen die Long Eaton Rangers) und 1891 (Niederlage gegen die Long Eaton Rangers). Auch am Birmingham Senior Cup nahm man in den 1880er Jahren mehrfach teil, bestes Abschneiden bei sieben Teilnahmen war das Erreichen der vierten Runde (Viertelfinale) 1882, als man mit 2:4 an den Walsall Swifts scheiterte, ein Jahr später unterlag man in der zweiten Runde Aston Villa.
1888 war Derby Midland eines der 20 Mitglieder der Liga The Combination, die als Gegenveranstaltung zur Football League ins Leben gerufen wurde und aus Teams aus Lancashire und den Midlands bestand.  Die dezentral organisierte Liga erlebte nicht denselben Erfolg wie die Football League und wurde im April 1889 ohne Endresultat abgebrochen. 1889 gehörte Derby Midland zu den Gründungsmitgliedern der Midland League und wurde im ersten Austragungsjahr Vizemeister hinter Lincoln City, Bill Storer wurde zum ersten Hattrickschützen des Klubs im Ligabetrieb. 1890/91 belegte man den vierten Platz bei zehn Teams, Hattricks erzielten wiederum Storer und Ernest Hickinbottom.
Der Klub gehörte auch noch Ende der 1880er Jahre zu den renommiertesten englischen Klubs, in traditionellen Auswahlspielen für die englische Nationalmannschaft zwischen dem Norden und dem Süden Englands kam 1888 Levi Wright zum Einsatz, 1889 mit Walter Rose und Thomas Daft wurden sogar zwei Spieler berufen. Im Januar 1889 wurde ein Auswahlteam von Derbyshire von vier Midland-Spielern repräsentiert. Der vierfache englische Nationalspieler George Holden spielte in der Saison 1888/89 für den Klub, der spätere elffache Nationaltorhüter Jack Robinson begann bei Derby Midland seine Laufbahn. Im Frühjahr 1891 trat Steve Bloomer für den Klub in Erscheinung.
Im Sommer 1891 ging Derby Midland im Lokalkonkurrenten Derby County auf, der seit 1888 in der Football League spielte. Zuvor hatte die Midland Railway Company klargestellt, dass man zukünftig keine Profifußballer mehr finanzieren würde, die einen Großteil des Kaders ausmachten. Der Klub informierte die Midland League darüber, dass man nicht mehr fortbesteht und sich Derby County angeschlossen hat; der Bitte, als nominelle Reservemannschaft weiterhin an der Midland League teilzunehmen, wurde nicht stattgegeben.